# Perusia elegans
Perusia elegans är en fjärilsart som beskrevs av William Warren 1897. Perusia elegans ingår i släktet Perusia och familjen mätare. Inga underarter finns listade i Catalogue of Life.